# Línia Ginza
Ginza Line (銀座線 Ginza-sen) és una línia del metro de Tòquio, Japó.

## Història

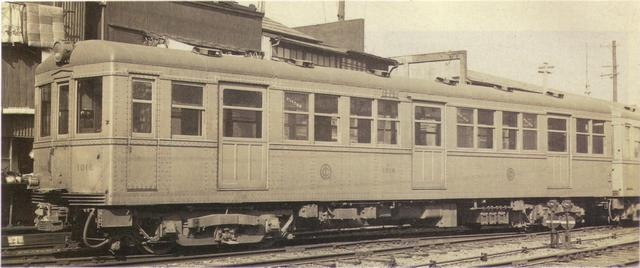
Comboi antic (1000) de la línia Ginza.

La Ginza Line va començar amb la idea d'un home de negocis, Noritsugu Hayakawa (早川徳次), qui va visitar Londres el 1914, va veure el Metro de Londres, fet que li va fer arribar a la conclusió que Tòquio necessitava el seu propi sistema de ferrocarril subterrani. Va fundar la Tokyo Underground Railway (東京地下鉄道, Tōkyō Chika Tetsudō) el 1920, i es començà la construcció el 1925.
El tros entre Ueno i Asakusa es va completar el 30 de desembre de 1927, i es va promocionar com "el primer ferrocarril subterrani a l'Orient". Després de la seva obertura, la línia era tan popular que els usuaris havien d'esperar sovint més de 2 hores per pujar al tren i fer un recorregut de 5 minuts.
1 de gener de 1930: La línia creix 1.7 km fins a l'estació temporal de Manseibashi, abandonada el 21 de novembre del 1931, quan la línia arribà a Kanda, 500 metres més enllà. La Gran Depressió va alentir la construcció, però la línia finalment va arribar al final de línia planejat, Shimbashi, el 21 de juny de 1934.
El 1938, la Tōkyō Rapid Railway (東京高速鉄道, Tōkyō Kōsoku Tetsudō), una companyia lligada a la predecessora de l'actual Tokyu Corporation, va començar el servei entre Shibuya i Toranomon, més endavant ampliada fins a Shinbashi el 1931. Les dues línies van començar la interoperabilitat el 1939, i es van fusionar en la coneguda Teito Rapid Transit Authority ("Eidan Subway" or "TRTA") el juliol de 1941.
El nom de "Ginza Line" es va aplicar el 1953, per diferenciar-la de la nova Marunouchi Line. Al boom econòmic de després de la guerra la Ginza Line es va anar col·lapsant a causa de la creixent utilització de la línia per part dels toquiotes. La nova Hanzōmon Line va alleujar una mica el trànsit de la línia als anys 1980, però avui encara la línia es troba força col·lapsada, ja que connecta els barris residencials, comercials i de negocis centrals de Tòquio.
D'acord amb un estudi de la Tokyo Metropolitan Bureau of Transportation, la Ginza Line és la setena línia més col·lapsada, superant (168%) la seva capacitat entre Akasaka-Mitsuke i Tameike-Sannō.
L'estació més recent de la línia, Tameike-Sannō, va ser oberta el 1997, per establir connexió amb la nova Namboku Line.

## Material rodant
Per la línia circulen fins a 38 trens (amb 6 vagons cadascun) de la 01 series, amb una velocitat màxima de 80 km/h. Cada vagó té una longitud de 16 m i 2.6 m d'amplada, amb 3 portes a cada costat. Els trens de la Ginza Line i la Marunouchi Line utilitzen l'amplada de via estàndard (1,435 mm), amb un tercer rail electrificat amb 600 V, però les altres línies del Metro utilitzen l'amplada estreta (1,067 mm) i utilitzen 1,500 V.
La nova 1000 series serà introduïda a la línia a partir de la primavera del 2012.
Els trens romanen i s'inspeccionen al Ueno Inspection Division (上野検車区, Ueno-kensha-ku), unes instal·lacions situades al nord-est de l'estació de Ueno. Les cotxeres poden albergar fins a 20 trens de 6 cotxes cadascun. Per inspeccions amb més importància, els trens es porten a les cotxeres de Nakano, de la Marunouchi Line, a través d'una connexió a l'estació d'Akasaka-Mitsuke.

### Material rodant passat

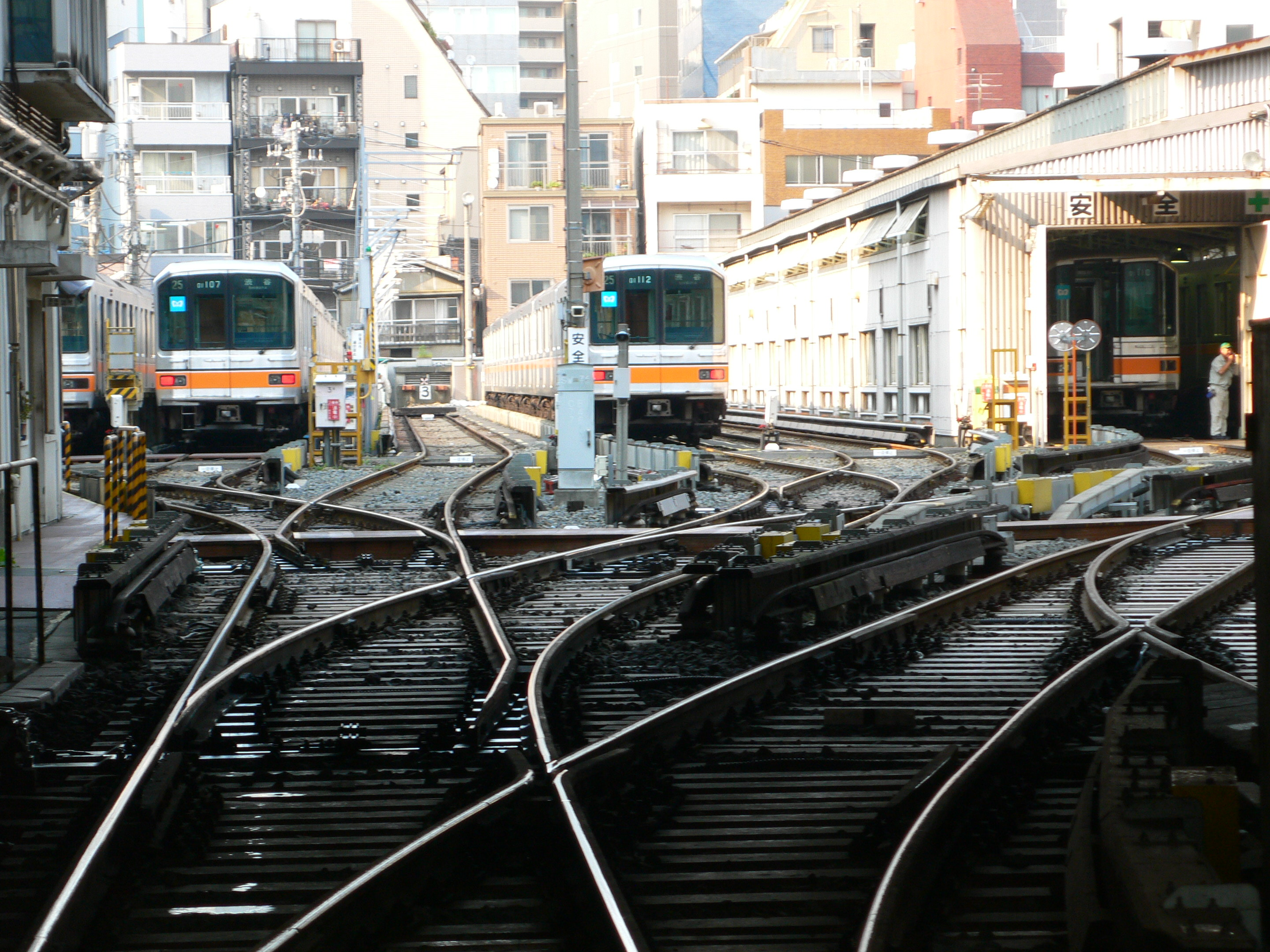
Cotxeres d'Ueno

- 100 series (1938–1968)
- 1000 series (1927–1968)
- 1100 series (1930–1968)
- 1200 series (1934–1986)
- 1300 series (1949–1986)
- 1400 series (1953–1985)
- 1500 series (1954–1986)
- 1500N series (1968–1993)
- 1600 series (1955–1986)
- 1700 series (1956–1986)
- 1800 series (1958–1986)
- 1900 series (1958–1987)
- 2000 series (1958–1993)

## Estacions

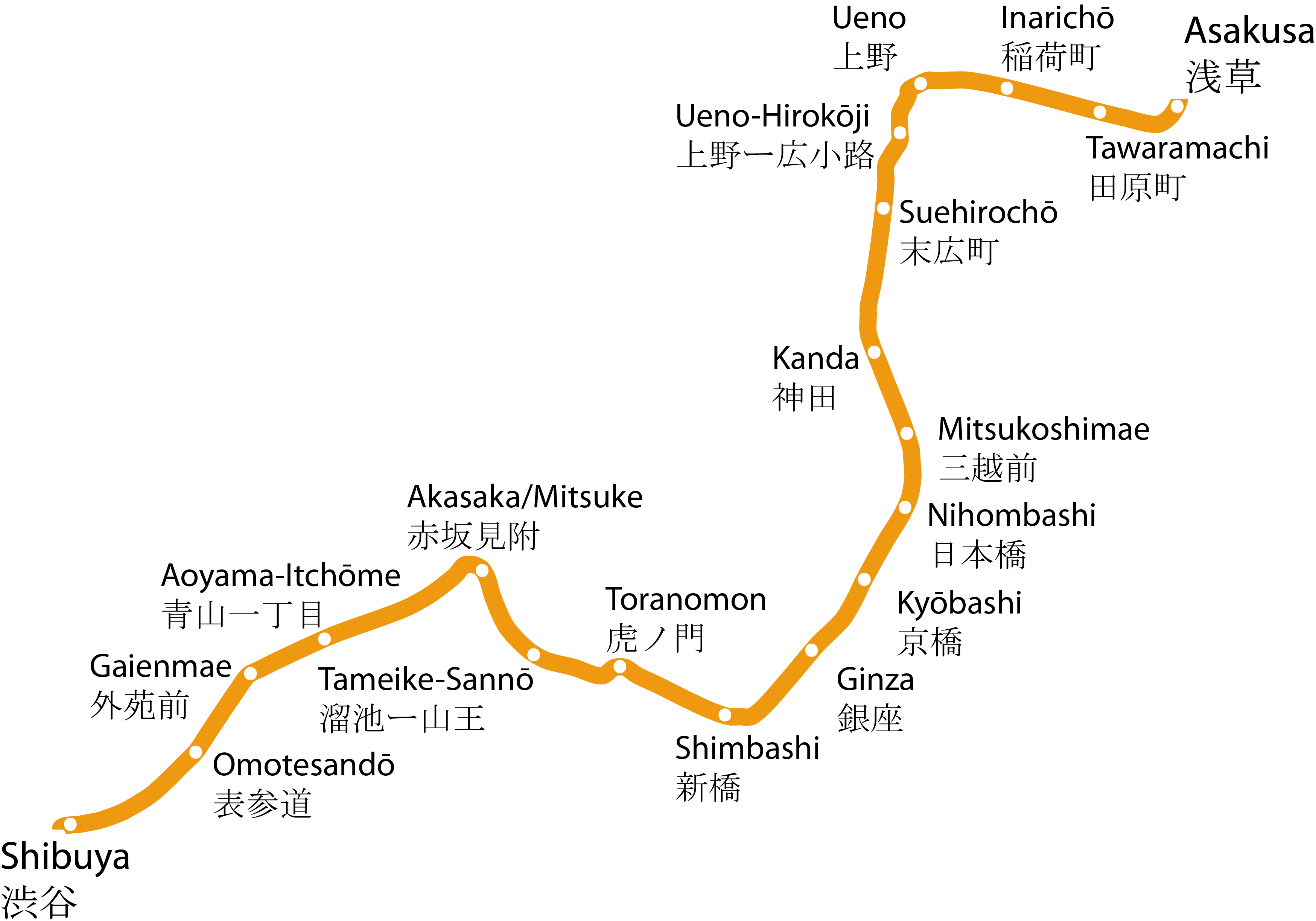
Mapa geogràfic aproximat de la Ginza Line

Com que és la línia més vella (1927), no és molt profunda.
| Estació Número  | Estació         | Imatge          | Japonès    | Distància (km)  | Distància (km) | Enllaç | Situació |
| Estació Número  | Estació         | Imatge          | Japonès    | Entre Estacions | Total          | Enllaç | Situació |
| --------------- | --------------- | --------------- | ---------- | --------------- | -------------- | --- | -------- |
| Shibuya         | Shibuya         | Shibuya         | 渋谷       | -               | 0.0            | - Tokyo Metro: - Hanzōmon Line (N-01)* - Fukutoshin Line - East Japan Railway Company - Yamanote Line - Saikyō Line - Shōnan-Shinjuku Line - Tokyu Corporation - Den-en-toshi Line* - Tōyoko Line - Keiō: Inokashira Line - *La correspondència amb la Hanzomon Line és anunciada a Omotesando, ja que es troba un mica lluny de Shibuya. | Shibuya  |
| Omotesandō      | Omotesandō      | Omotesandō      | 表参道     | 1.3             | 1.3            | - Tokyo Metro: - Chiyoda Line (C-04) - Hanzōmon Line (Z-02, cross-platform interchange) | Minato   |
| Gaienmae        | Gaienmae        | Gaienmae        | 外苑前     | 0.7             | 2.0            | | Minato   |
| Aoyama-itchōme  | Aoyama-itchōme  | Aoyama-itchōme  | 青山一丁目 | 0.7             | 2.7            | - Tokyo Metro: Hanzōmon Line (Z-03) - Toei: Ōedo Line (E-24) | Minato   |
| Akasaka-mitsuke | Akasaka-mitsuke | Akasaka-mitsuke | 赤坂見附   | 1.3             | 4.0            | - Tokyo Metro: Marunouchi Line (M-13, enllaç) A Nagatachō: - Tokyo Metro - Yūrakuchō Line (Y-16) - Hanzōmon Line (Z-04) - Namboku Line (N-06) | Minato   |
| Tameike-Sannō   | Tameike-Sannō   | Tameike-Sannō   | 溜池山王   | 0.9             | 4.9            | - Tokyo Metro: Namboku Line (N-06) A Kokkai-gijidōmae: - Tokyo Metro: - Marunouchi Line (M-14) - Chiyoda Line (C-07) | Chiyoda  |
| Toranomon       | Toranomon       | Toranomon       | 虎ノ門     | 0.6             | 5.5            | | Minato   |
| Shimbashi       | Shimbashi       | Shimbashi       | 新橋       | 0.8             | 6.3            | - Toei: - Asakusa Line (A-10) - JR East: - Yamanote Line - Keihin-Tōhoku Line - Tōkaidō Main Line - Yokosuka Line - Yurikamome: Yurikamome | Minato   |
| Ginza           | Ginza           | Ginza           | 銀座       | 0.9             | 7.2            | - Tokyo Metro: - Hibiya Line (H-08) - Marunouchi Line (M-16) | Chūō     |
| Kyōbashi        | Kyōbashi        | Kyōbashi        | 京橋       | 0.7             | 7.9            | | Chūō     |
| Nihombashi      | Nihombashi      | Nihombashi      | 日本橋     | 0.7             | 8.6            | - Tokyo Metro: Tōzai Line (T-10) - Toei: Asakusa Line (A-13) | Chūō     |
| Mitsukoshimae   | Mitsukoshimae   | Mitsukoshimae   | 三越前     | 0.6             | 9.2            | - Tokyo Metro: Hanzōmon Line (Z-09) A Shin-Nihombashi: - JR East: Sōbu Line (Rapid) | Chūō     |
| Kanda           | Kanda           | Kanda           | 神田       | 0.7             | 9.9            | - JR East: - Chūō Main Line - Keihin-Tōhoku Line - Yamanote Line | Chiyoda  |
| Suehirochō      | Suehirochō      | Suehirochō      | 末広町     | 1.1             | 11.0           | | Chiyoda  |
| Ueno-hirokoji   | Ueno-hirokoji   | Ueno-hirokoji   | 上野広小路 | 0.6             | 11.6           | A Naka-okachimachi: - Tokyo Metro: Hibiya Line (H-16) A Ueno-okachimachi: - Toei: Ōedo Line (E-09) | Taitō    |
| Ueno            | Ueno            | Ueno            | 上野       | 0.5             | 12.1           | - Tokyo Metro: Hibiya Line (H-17) - JR East: - Tōhoku Shinkansen - Jōetsu Shinkansen - Keihin-Tōhoku Line - Yamanote Line - Jōban Line - Takasaki Line - Tōhoku Main Line A Keisei Ueno: - Keisei Electric Railway: Main Line | Taitō    |
| Inarichō        | Inarichō        | Inarichō        | 稲荷町     | 0.7             | 12.8           | | Taitō    |
| Tawaramachi     | Tawaramachi     | Tawaramachi     | 田原町     | 0.7             | 13.5           | | Taitō    |
| Asakusa         | Asakusa         | Asakusa         | 浅草       | 0.8             | 14.3           | - Toei: Asakusa Line (A-18) - Tōbu Railway: Isesaki Line | Taitō    |